# Черепашинский, Михаил Михайлович
Михаил Михайлович Черепашинский (1845, Австро-Венгрия — 1916, Москва) — инженер, специалист в области строительной механики.

## Биография
Родился 19 (31) июля 1845 года в семье учителя в местечке Старые Богородчаны, Восточная Галиция, Австро-Венгрия.
Окончил реальное училище во Львове, затем — Венский политехнический институт (1873). В течение пяти лет работал инженером в строительном отделении Общества австрийских западных железных дорог — на строительстве Зальцбург-Тирольской железной дороги. По окончании работ, в сентябре 1878 года приехал в Россию, в ноябре принял российское подданство и перешёл из греко-католичества в православие.
С октября 1878 года по октябрь 1882 года служил учителем черчения, механики и немецкого языка в Зарайском реальном училищ в Рязанской губернии. С ноября 1882 года стал преподавать инженерное искусство в Московском техническом училище. После защиты в 1884 году диссертации «Аналитический и графический расчет мостовых балок», в апреле 1885 года был избран профессором строительного и инженерного искусства.
С 1909 года (или с 1907) — заслуженный профессор Московского высшего технического училища. преподавал в училище до ноября 1911 года, читая в последние годы лекции по строительной механике, водоснабжению, канализации и гидротехническим сооружениям; руководил проектированием по строительному искусству.
С 1887 года преподавал также в качестве приват-доцента строительную механику и графическую статику в Московском университете. С 1892 года также читал лекции по строительному искусству и инженерному делу применительно к сельскому хозяйству в Константиновском межевом институте.
Область интересов: разработка методов расчета инженерных сооружений, включая статически неопределимых систем.
Скончался от воспаления лёгких в Москве 30 апреля 1916 года[по какому календарю?]. Похоронен на Ваганьковском кладбище; могила утрачена.